# Bao y

Cờ hiệu của "Tương Hoàng kỳ" - quân kỳ do Hoàng đế nắm giữ

Bao y (tiếng Trung: 包衣; tiếng Mãn: ᠪᠣᠣᡳ, Möllendorff: booi, Abkai: boui) là cách gọi tắt thường dùng của Bao y nhân (包衣人; tiếng Mãn: ᠪᠣᠣᡳ
ᠨᡳᠶᠠᠯᠮᠠ, Möllendorff: booi niyalma, Abkai: boui niyalma) hoặc Bao y Tá lĩnh Quản lĩnh hạ nhân (包衣佐领管领下人), là một chế độ của Bát kỳ Mãn Thanh, ám chỉ những quần thể người phục vụ cho Hoàng thất Ái Tân Giác La, tức là Hoàng đế và các Tông thất Vương công khác.
Về cơ bản, có 3 cấp bậc chính: Tá lĩnh Hạ nhân (佐領下人), Quản lĩnh Hạ nhân (管領下人) cùng Trang đầu nhân (庄頭人). Công việc chủ yếu của họ là Cung sai dịch, Quản gia vụ, Phủ viên, Hộ vệ, Tùy hầu, Điền trang Đầu lĩnh hoặc các viên quan trông coi Lăng tẩm, cho nên cũng gọi là Nội Bát kỳ (内八旗). Đây là cách gọi đối xứng, để phân biệt với tầng lớp Kỳ phân Tá lĩnh (tức là phân vào Mãn quân kỳ, Mông quân kỳ và Hán quân kỳ), gọi là Ngoại Bát kỳ (外八旗).
Trực thuộc Hoàng đế là các Bao y nằm trong Thượng Tam kỳ, tức là 3 quân kỳ cao nhất, gồm: Tương Hoàng kỳ, Chính Hoàng kỳ và Chính Bạch kỳ (trước là Chính Lam kỳ). Những Bao y xuất thân từ Thượng Tam kỳ luôn trực thuộc Nội vụ phủ để phục vụ Hoàng đế, nên còn gọi Nội vụ phủ thuộc (内务府属), hoặc Nội Tam kỳ Bao y (内三旗包衣). Lệ thuộc Tông thất Vương công sẽ gọi là Vương công phủ thuộc (王公府属). Về cơ bản khi còn ở quan ngoại, đại bộ phận thành phần Đại Kim đã xếp vào Bao y.

## Tóm tắt
Có một số hiểu làm, đánh đồng Bao y với nô lệ. Thực tế, ngoài việc túc trực phục vụ Hoàng thất, thì Bao y là giai cấp có địa vị trong xã hội Mãn Châu, ngang bằng với tầng lớp Ngoại Bát kỳ, đều có hộ tịch chính thức và đều xem là "lương dân" trong xã hội. Do một vài vấn đề giai cấp, nên trong việc hôn thú, họ không được ưu tiên bằng Ngoại Bát kỳ (như nữ tử Bao y không thể tham gia Bát Kỳ tuyển tú, không thể được chỉ định trực tiếp làm Phi tần hay Phúc tấn, Trắc Phúc tấn; mà phải từ Quan nữ tử thăng lên). Bọn họ cũng có thể có nô gia của riêng mình, chính là tầng lớp Kỳ hạ Gia nô (旗下家奴).
Danh từ "Bao y" ghi lại có sớm nhất ở Thanh thực lục. Lúc ban đầu khởi nguyên, từ này ý chỉ những thành viên hạ tầng trong bộ tộc Nữ Chân, các gia tộc thống trị thu dưỡng, tiếp nhận phi huyết thống quan hệ gia tộc cùng các ngoại thích gia tộc, ví dụ như Nội phủ Hoàn Nhan thị, vì có quan hệ thông gia với Nỗ Nhĩ Cáp Xích mà xếp vào Bao y. Ngoài ra, còn có rất nhiều huân thích đi theo Nỗ Nhĩ Cáp Xích, cũng đều từng bị xếp vào Bao y, sau đó chế độ Bát Kỳ hoàn thiện vẫn như vậy không thay đổi. Vì quan hệ tương quan này, Bao y đối với gia tộc thống trị (cụ thể là nhà Ái Tân Giác La) có một mối quan hệ đặc thù, họ là những người đáng tin cậy nhất, lo cái ăn, cái mặc và vấn đề tài chính nội vụ của Hoàng thất. Do về sau, Nỗ Nhĩ Cáp Xích ngày càng mở rộng thế lực, Bao y xuất xứ cũng ngày càng phức tạp. Từ là các gia đình trung thần, có quan hệ thông gia, bây giờ còn liệt thêm tù binh, nô bộc có khế ước và những người bị định tội. Cuối cùng, khi Đại Thanh ổn định, Bao y cũng trở thành một giai tầng hoàn thiện, tạo nên một hình tượng tầng lớp nô bộc như trong lịch sử.